# 南派二胡
南派二胡是二胡音樂發展中的一個重要風格流派，以南方地區的演奏風格為主，地區包括上海、南京及西南大部份地區。演奏風格和北方語言有密切的關係。
中國南方山丘多，雨水多，春季時間長，氣候溼潤。南方人氣質比較柔和、細膩，影響由粵劇、贛劇、花鼓戲等戲曲伴奏音樂發展而成的二胡音樂。
南派二胡具韻味，講求精緻、細膩、流暢，擅長表現歌唱性、抒情性、柔美婉轉的音樂內容，音色清晰、親切、有彈性。多用即興裝飾音，滾揉、滾壓、小滑音等技巧。

## 主要樂曲
- 《江南春色》
- 《蘇南小曲》
- 《湘江樂》
- 《春詩》